# Geroldswil

Blick über Geroldswil

Geroldswil ist eine politische Gemeinde im Bezirk Dietikon des Kantons Zürich in der Schweiz; der Mundartname ist Geeretschwiil.

## Geographie
Die Gemeinde liegt im Limmattal auf einer Höhe von 395 m ü. M., nördlich an die Limmat angrenzend, und reicht auf den Südhang des Altbergs hinauf, an dessen Fuss sich das Wiesentäli befindet. Die höchste Erhebung der Gemeinde ist der 583 m ü. M. hohe Hasleren.
24,2 % der Gemeindefläche sind von Wald bedeckt, 40,5 % sind Siedlungs-, 8,9 % Verkehrs- und 18,4 % Landwirtschaftsfläche, 4,2 % sind Gewässer und 0,7 % unproduktive Flächen (Stand 2018).
Nachbargemeinden sind Oetwil an der Limmat, Weiningen und Dietikon.

## Geschichte
Geroldswil wird erstmals im Jahr 1255 in einer Schenkungsurkunde als Geroltzwiler und Geroltiswiler erwähnt. Damals vermachte Ritter Rudolf von Thurns Ehegattin Emma dem Kloster Wettingen ein Grundstück im Ort. Dieses blieb bis 1798 im Besitz des Klosters Fahr und der Vogtei Weiningen. Als weitere Bezeichnungen folgen 1264 und 1293 Gerolzwile, 1332 Geroltswile, 1417 und 1442 Gerentswil, 1443 Gerottschwil, 1450 Geroltzswile, 1468 Geratschwil, 1590 Geeretschwiil und Gerolschwil,  1630 Geeretschwyl, 1842 Geroldsweil und 1850 Geroldschwyl. Der heutige Name wird erstmals 1470 erwähnt.
In den ersten sechs Jahrhunderten war Geroldswil vor allem ein Strassendorf, das sich entlang der bestehenden Strassen entwickelte. 1634 lebten erst 56 Einwohner im Dorf. Im Jahr 1704 wird erstmals ein Dorfmeier in Geroldswil erwähnt. Das erst späte Aufkommen dieses Amts und der damit einhergehenden Gemeindebildung lässt sich auch mit der geringen Grösse des zur Gerichtsherrschaft Weiningen der Grafschaft Baden gehörenden Dorfes erklären.
1804 wurde unter Einfluss der Mediation die noch heutige gültige Gemeindeform mit Gemeindeversammlung und Gemeinderat geschaffen. 1834 wurde erstmals das Geroldswiler Wappen nachgewiesen, das auf dessen Motiv den damals verbreiteten Lachsfang widerspiegelt. Dass es zu der Zeit viele Lachse in der Limmat gab, zeigt sich auch an der Regelung, dass es verboten war, den Bediensteten mehr als fünf Mal pro Woche Lachse aufzutischen. 1842 wurde in Geroldswil im Zusammenhang mit der Einführung eines Postkutschenbetriebs zwischen Zürich und Baden ein Postbüro eröffnet, wobei die Postkutsche mit der Einführung der auf der anderen Seite der Limmat verkehrenden Spanisch-Brötli-Bahn wieder eingestellt wurde. Ab 1831 wurde die Bildung von Schulgemeinden durch den Staat vorgeschrieben, 1842/43 unterrichtete Johann Jakob Treichler in Geroldswil, und 1853 wurde das Schulhaus Letten errichtet, das als Kompromiss zwischen den beiden zu Dörfern Geroldswil und Oetwil zu stehen kam. In der Volkszählung von 1860 zählte Oetwil 163 Einwohner in 23 Wohnhäusern mit 33 Haushalten. 1880 wurde mit den Feldschützen Oetwil-Geroldswil der älteste Dorfverein gegründet.
Zur Jahrhundertwende zählte Geroldswil um 1900 schliesslich 141 Einwohner im Dorf und damit noch weniger als 1860. Zwischen 1912 und 1919 wurden in Geroldswil insgesamt 61 Menschen mit jüdischer Abstammung eingebürgert, die sich in der Folge unter anderem um den Ausbau der Wasserversorgung des Dorfes kümmerten. Obwohl für sie keine Wohnsitzpflicht in der Gemeinde bestand, lässt sich diese Einbürgerungsaktion noch heute an den im Ort ansässigen Geschlechtern ablesen. 1931 wurde die Limmatkorrektur abgeschlossen, womit das Dorf vor den Überflutungen sicher war, die es immer wieder heimgesucht hatten. 1932 erfolgte der Ausbau der heutigen Giessackerstrasse, und die ersten Bauten im Oberdorf wurden errichtet. Ins gleiche Jahr fällt auch die Gründung des lokalen Krankenpflegevereins, der heutigen Spitex. 1933 gab es auf der Gemeindeverwaltung den ersten Telefonanschluss.
Nach dem Zweiten Weltkrieg wurde das Dorf 1948 mit der Eröffnung der Buslinie Dietikon–Geroldswil–Oetwil an den öffentlichen Verkehr angeschlossen. Ab 1950 wuchs das Dorf im Sog der grösser werdenden Stadt Zürich schneller an, so verdoppelte sich die Bevölkerungszahl zwischen 1950 und 1960 und im darauffolgenden Jahrzehnt gab es gar eine Verdreifachung – erst ab 1990 flachte das zuvor steile Bevölkerungswachstum wieder ab. 1962 zeigten sich die ersten Auswirkungen des Wachstums an einer ausserordentlichen Gemeindeversammlung, während der der Gemeindepräsident sowie ein Gemeinderat zurücktraten. Im darauffolgenden Jahr wurde der Gemeinderat vergrössert und zur Mehrheit mit Zugezogenen besetzt. Dieses Wachstum bedingte auch einen weiteren Ausbau der Infrastruktur. 1964 wurde auf der Fahrweid das erste Schulhaus auf Gemeindegebiet errichtet. 1965 kam es zwischen Geroldswil und Oetwil zu einem Gebietsabtausch von 30 Hektaren Fläche.
1967 wurde ein Wettbewerb zur Schaffung eines neuen Dorfzentrums in der Mitte des Dorfs auf grüner Wiese ausgerichtet, der von einem «Turm» genannten Projekt gewonnen wurde – wobei der Turm selbst nie gebaut wurde. Das Projekt wurde in den Folgejahren schrittweise umgesetzt: Bereits 1971 zog die Verwaltung in das neue Zentrum. 1972 genehmigen die 3'000 Einwohner der Gemeinde einen Kredit über 50 Mio. Franken für den Bau eines Hallenbads, einer Bankfiliale, eines Saals, von Alterswohnungen und eines Hotels mit Restaurant. Ebenfalls im gleichen Jahr wurde mit der neuen Post ein weiterer Zentrumsbau eingeweiht. 1975 konnte schliesslich das ganze neue Gemeindezentrum eröffnet werden.
Weitere für die Gemeinde wichtige Infrastrukturprojekte wurden im Verbund mit anderen Gemeinden angegangen, so war Geroldswil am Bau der Kläranlage Dietikon (1967), des Spitals Limmattals (1970) und der Kehrichtverbrennungsanlage Dietikon (1971) beteiligt. 1971 veränderte sich das Dorfbild mit dem Bau der Autobahn A1, die das Gemeindegebiet mittig durchquert und auch bald danach erste Lärmklagen der Anwohner nach sich zog. 1971 wurde die St. Johanneskirche eingeweiht, 1974 folgte das Primarschulhaus Huebwies, und 1975 wurde die Postfiliale in Fahrweid eröffnet. Ins Jahr 1977 fällt die Eröffnung der reformierten Kirche mit darin untergebrachter Schul- und Gemeindebibliothek.
1983 erfolgte die Gründung des Gewerbegebiets Steinhalden, nachdem die Gemeinde das hierfür benötigte Land erworben hatte. 1985 wurde zusammen mit den Gemeinden Spreitenbach und Oetwil die Schiessanlage Härdli in Spreitenbach eröffnet. 1999 wurde die Feuerwehr mit derjenigen von Oetwil zusammengelegt. In Zusammenarbeit wiederum mit Oetwil sowie Weiningen wurde 2003 der Sportplatz Werd erbaut. Ebenfalls in den 2000er-Jahren wurde die Limmat im Bereich von Geroldswil revitalisiert. 2004/05 entschärfte sich das Lärmproblem mit der Autobahn durch die Installation von Lärmschutzwänden.

## Wappen
Blasonierung:
In Blau vor einer silberner Fackel mit goldenem Feuer ein abwärtsgerichteter silberner Fischger mit fünf Widerhaken
Das Geroldswiler Wappen war erstmals auf Feuerwehreimern von 1834 zu finden und deutet auf den von den Dorfbewohnern ausgeübten Lachsfang in der Limmat hin.

## Bevölkerung
Im Jahr 2020 knackte Geroldswil die Marke von 5'000 Einwohnern. Stand Ende 2022 leben 5'262 Einwohner in der Gemeinde. Die Gemeinde gehört damit zu den langsamer wachsenden Gemeinden in der Region Limmattal, die aktuell im aktuellen Zehnjahresschnitt doppelt so schnell wächst wie Geroldswil.
| Jahr | Einwohner |
| ---- | --------- |
| 1634 | 56        |
| 1799 | 137       |
| 1850 | 194       |
| 1900 | 141       |
| 1910 | 180       |
| 1920 | 229       |
| 1930 | 336       |
| 1941 | 351       |
| 1950 | 441       |
| 1960 | 844       |
| 1970 | 2818      |
| 1980 | 3925      |
| 1990 | 4534      |
| 2000 | 4540      |
| 2010 | 4652      |
| 2020 | 5046      |
| 2022 | 5262      |

## Politik

### Gemeinderat
Gemeindepräsident ist Michael Deplazes (parteilos, Stand: 2023).
Der Gemeinderat besteht aus sieben Mitgliedern. Die Mitte, FDP, SP sowie SVP sind mit Ortsparteien im Dorf vertreten.

### Parteien
Bei den Nationalratswahlen 2023 betrugen die Wähleranteile in Geroldswil: SVP 41,73 % (+0,40), FDP 17,11 % (+0,52), SP 11,52 % (+1,65), Mitte 9,98 % (−1,99), glp 9,74 % (−0,76), Grüne 4,21 % (−1,22), EVP 1,55 % (−0,46), EDU 0,70 (−0,28).

### Patengemeinde
Seit 1984, als Schlans von einer Lawine heimgesucht wurde, ist die Gemeinde im Vorderrheintal sogenannte Patengemeinde von Geroldswil.

## Bildung
Auch in der Bildung arbeitet Geroldswil mit der mit ihr verwachsenen Nachbarsgemeinde Oetwil zusammen, die Primarschulgemeinden sind zusammen fusioniert. Auf Gemeindegebiet Geroldswil betreibt die Primarschulgemeinde vier Kindergärten, davon einen im Ortsteil Fahrweid. Mit Fahrweid sowie Letten gibt es zudem zwei Primarschulhäuser in Geroldswil.
Ab der Oberstufe besuchen die Kinder jedoch auswärtige Schulen. Die Oberstufe befindet sich in Weiningen, und das nächstgelegene Gymnasium ist die Kantonsschule Limmattal in Urdorf.

## Wirtschaft
Geroldswil ist Sitz des Stahlkonzerns Sipro.

## Verkehr
Geroldswil wird durch die Buslinien 301, 302 und 309 der zum Zürcher Verkehrsverbund gehörenden Verkehrsbetriebe Limmattal angefahren, die allesamt vom Bahnhof Dietikon losfahren, dem geografisch am nächsten zur Gemeinde gelegenen Bahnhof. Die Linie 301 verkehrt von Geroldswil nach Dietikon, während die Linie 302 über Weiningen, Unterengstringen und Schlieren bis nach Urdorf verkehrt. Die Linie 309 fährt durch Oetwil a.d.L und Dietikon Silbern nach Dietikon Bahnhof. An den Wochenenden wird Geroldswil im Nachtverkehr von der N34 bedient.
Wichtige Verkehrsachse im Individualverkehr ist die Limmatstrasse, die die Gemeinde Ost nach West durchquert. Von ihr abzweigend führt die Fahrweidstrasse Richtung Süden zur Überlandstrasse, in die sie auf Gemeindegebiet von Weiningen nahe Dietikon mündet. Die Überlandstrasse stellt neben der Autobahn die wichtigste Verkehrsachse für den Individualverkehr im Limmattal dar. Geroldswil wird ebenfalls von der A1 durchquert, besitzt jedoch im Gegensatz zu den Nachbargemeinden keinen eigenen Autobahnanschluss.

## Kirche
In Geroldswil befindet sich die römisch-katholische Kirche St. Johannes. Erbaut wurde sie im Rahmen der Realisierung des Dorfzentrums durch den Architekten Walter Moser im Jahr 1972.

## Kultur
Die Gemeinde unterhält am Dorfplatz eine Gemeinde- und Schulbibliothek.
Der während 42 Jahren bestehende Kulturverein Spektrum Geroldswil wurde 2015 aufgelöst, die Gemeinde beauftragte danach einen Eventspezialisten mit der Durchführung von Kulturanlässen, nachdem die Gemeinde zuvor bereits den Verein unterstützt hatte.

## Sport

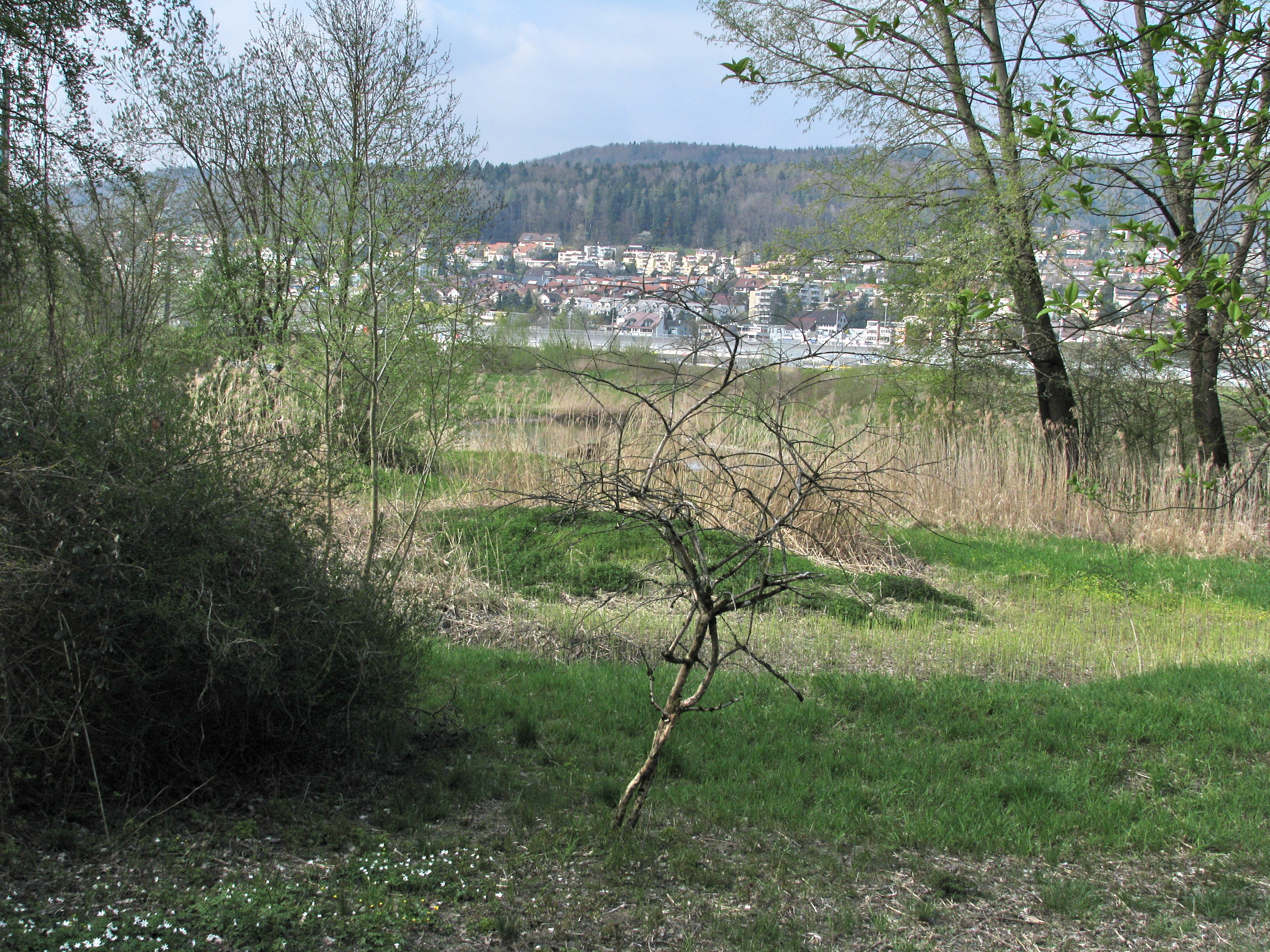
Blick über die Geroldswiler Auen an der Limmat

Die Freizeit- und Sportanlage Werd, die sich zwischen Autobahn und Limmat befindet, verfügt über eine Skate-Anlage, einen Outdoor-Fitnesspark, eine Bocciabahn, Gartenschach und drei Fussballfelder, auf denen der FC Oetwil-Geroldswil seine Heimat hat.
Weiter verfügt die Gemeinde über ein eigenes Hallenbad mit integrierter Sauna und Dampfbad. Das Hallenbad ist auch Sitz der Schwimmschule Limmattal.
Als Naherholungsgebiete bieten sich sowohl die Limmat mit dem Naturschutzgebiet der Dietiker und Geroldswiler Auen sowie im Norden das Wisentäli sowie Waldgebiete an. Im Flur Aeschbrig gibt es zudem einen Vitaparcours.